# Joachim Heise
Joachim Heise (* 1946) ist ein deutscher Historiker mit Arbeitsschwerpunkt DDR-Geschichte und Leiter des Berliner Instituts für vergleichende Staat-Kirche-Forschung.

## Leben
Heise belegte ein Studium der Geschichte und Germanistik an der Pädagogischen Hochschule Potsdam. Danach war er als Diplomlehrer tätig. 1979–82 erhielt er eine planmäßige wissenschaftliche Aspirantur im Forschungsbereich „Geschichte der Bündnispolitik“ am Institut für Geschichte der deutschen Arbeiterbewegung der Akademie für Gesellschaftswissenschaften beim ZK der SED.
Heise war  ab 1980 Mitglied der Institutsparteileitung und stellvertretender SED-Parteisekretär.  1983 erfolgte die Promotion A über die Geschichte der Kirchenpolitik der SED. Von 1983 bis 1986 war er wissenschaftlicher Oberassistent und Rektoratsbereichsleiter für Aus- und Weiterbildung im vierköpfigen Rektorat der Akademie für Gesellschaftswissenschaften beim ZK der SED. 1986 folgte die Promotion B. Zwischen 1986 und 1990 war er Dozent am Institut für Geschichte der deutschen Arbeiterbewegung.  1993 war er Mitgründer und bis 2007 stellvertretender Leiter des mit öffentlichen Mitteln geförderten Instituts für vergleichende Staat-Kirche-Forschung in Berlin. Heise ist  seit 2007 gleichberechtigter Leiter des Instituts.
Heise ist Autor und Herausgeber von  Publikationen zur DDR-Geschichte.

## Veröffentlichungen (Auswahl)
- Joachim Heise, Zum Platz der fünfziger Jahre im kontinuierlichen Ringen der Partei der Arbeiterklasse um die Einbeziehung von Gläubigen in den sozialistischen Aufbau und in den Kampf um den Frieden, Diskussionsbeitrag auf dem VII. Historikerkongress der DDR vom 6. bis 9. Dezember 1982 in Berlin, in: Thematische Information und Dokumentation – Reihe B der Akademie für Gesellschaftswissenschaften beim ZK der SED, Heft 36, Berlin, 1983.
- zusammen mit Jürgen Hofmann: Fragen an die Geschichte der DDR. Verlag Junge Welt, Berlin 1988.
- Joachim Heise, Der 6. März 1978 und der gemeinsame Kampf von Marxisten und Christen für Frieden und gesellschaftlichen Fortschritt, Diskussionsbeitrag auf dem VIII. Historikerkongress der DDR vom 31. Januar bis 3. Februar 1989 in Berlin, in: Thematische Information und Dokumentation – Reihe B der Akademie für Gesellschaftswissenschaften beim ZK der SED, Heft 78, Berlin 1989.
- Horst Dohle / Joachim Heise (Hrsg.), Klaus Gysi. Staatssekretär für Kirchenfragen 1979–1988, edition ost, Berlin 2002.
- Horst Dähn / Joachim Heise (Hrsg.), Staat und Kirchen in der DDR. Zum Stand der zeithistorischen und sozialwissenschaftlichen Forschung, Peter Lang, Frankfurt 2003.
- Joachim Heise (Hrsg.), Christa Lewek. Kompetent und unbequem. Eine Frau im Bund der Evangelischen Kirchen der DDR, edition ost, Berlin 2007
- Hans Raab, Von Nichts kommt nichts – Ein deutscher Unternehmer erzählt aus seinem Leben. Aufgezeichnet von Joachim Heise, Verlag am Park, Berlin 2007.